# Nephargynnis stellata
Nephargynnis stellata är en fjärilsart som beskrevs av Masters. Nephargynnis stellata ingår i släktet Nephargynnis och familjen praktfjärilar. Inga underarter finns listade i Catalogue of Life.